# Pallavolo ai X Giochi del Mediterraneo - Torneo femminile
Il torneo femminile di pallavolo ai X Giochi del Mediterraneo si è svolto nel 1987 a Latakia, in Siria, durante i X Giochi del Mediterraneo. Al torneo hanno partecipato 6 squadre nazionali di stati che si affacciano sul Mar Mediterraneo e la vittoria finale è andata per la prima volta all'Albania.

## Classifica finale
| Classifica | Squadre |
| ---------- | ------- |
|            | Albania |
|            | Turchia |
|            | Italia  |
| 4          | Grecia  |
| 5          | Siria   |
| 6          | Libano  |